# Robert Eisner
Pour les articles homonymes, voir Eisner.
Robert Eisner, né le 17 janvier 1922 et mort le 25 novembre 1998, est un auteur américain et professeur d'économie à la Northwestern University. Il était reconnu à travers les États-Unis pour son expertise et sa connaissance de la macroéconomie et de l'économie des cycles économiques. Il a collaboré régulièrement au Wall Street Journal, au New York Times, au Chicago Tribune et au Los Angeles Times, couvrant principalement la politique économique nationale et la réforme.